# Tasuku Honjo

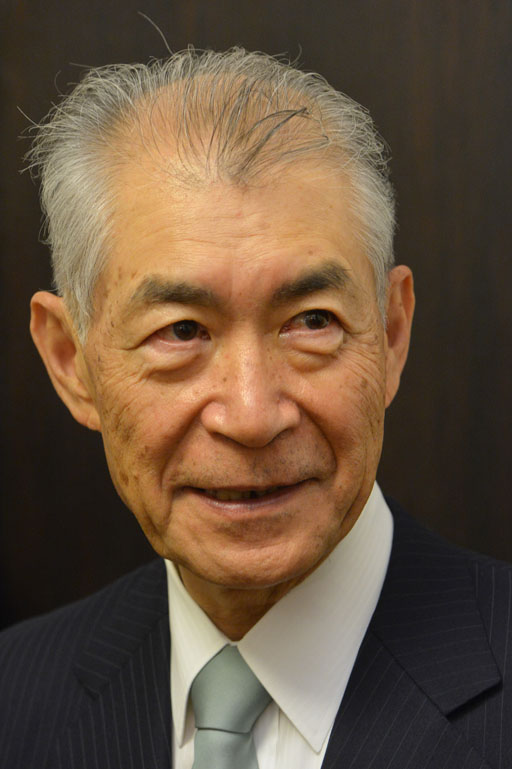
Tasuku Honjo (2013)

Tasuku Honjo (japanisch 本庶 佑, Honjo Tasuku; * 27. Januar 1942 in Kyōto, Präfektur Kyōto) ist ein japanischer Immunologe, der für Forschungen über die molekularbiologischen Ursachen der Antikörper-Diversität und neue immunologische Ansätze in der Krebstherapie bekannt ist. 2018 wurde ihm zusammen mit James P. Allison der Nobelpreis für Physiologie oder Medizin zuerkannt.

## Leben
Honjo studierte ab 1960 Medizin an der Universität Kyōto, wo er sowohl seine medizinische Promotion (M.D., 1966) erwarb als auch seinen Ph.D. in Medizinischer Chemie (1975). Dazwischen absolvierte er 1966/67 eine Facharztausbildung am Universitätsklinikum in Kyoto und war von 1971 bis 1973 an den National Institutes of Health und Fellow der Carnegie Institution in Washington D.C. Ab 1974 war er Assistenzprofessor an der Medizinischen Fakultät der Universität Tokio und ab 1979 Professor für Genetik an der Medizinischen Fakultät der Universität von Osaka. Er ist seit 1984 Professor an der Universität Kyoto, seit 2005 in der Fakultät für Immunologie und Genomische Medizin. In Kyoto war er von 1988 bis 1997 Direktor des Instituts für Molekularbiologie und Genetik und von 1996 bis 2000 sowie von 2002 bis 2004 Dekan der Medizinischen Fakultät. Von 2004 bis 2006 war er Direktor des Research Center for Science Systems der Japan Society for the Promotion of Science.

## Werk
Innerhalb der großen Zahl der Antikörper erzeugenden B-Lymphozyten, jede spezifisch auf bestimmte Antigene reagierend und vor der Geburt durch zufällige Rekombination von Genen für Sub-Abschnitte der V-Region erzeugt (siehe V(D)J-Rekombination), findet nach der Geburt eine genetische Reifung statt, die das Immunsystem besser zur Abwehr rüstet. Dabei wirken vor allem zwei Mechanismen: somatische Hypermutation (Punktmutationen der DNA für die hochvariable V-Region der Antikörper) und Class Switching Recombination in der C-Region (die konstante Region der schweren Kette der Antikörper), die zu verschiedenen Subtypen führt wie IgG, IgE, IgA. Honjo gelang die Aufklärung der dahinterstehenden Mechanismen und die Entdeckung eines dabei beteiligten Enzyms, AID (Activation Induced Cytidine Deaminase). Vermutet wird auch eine Rolle des AID in der nachtranskriptionalen RNA-Prozessierung, was dann als weiterer Mechanismus hinzukommt.

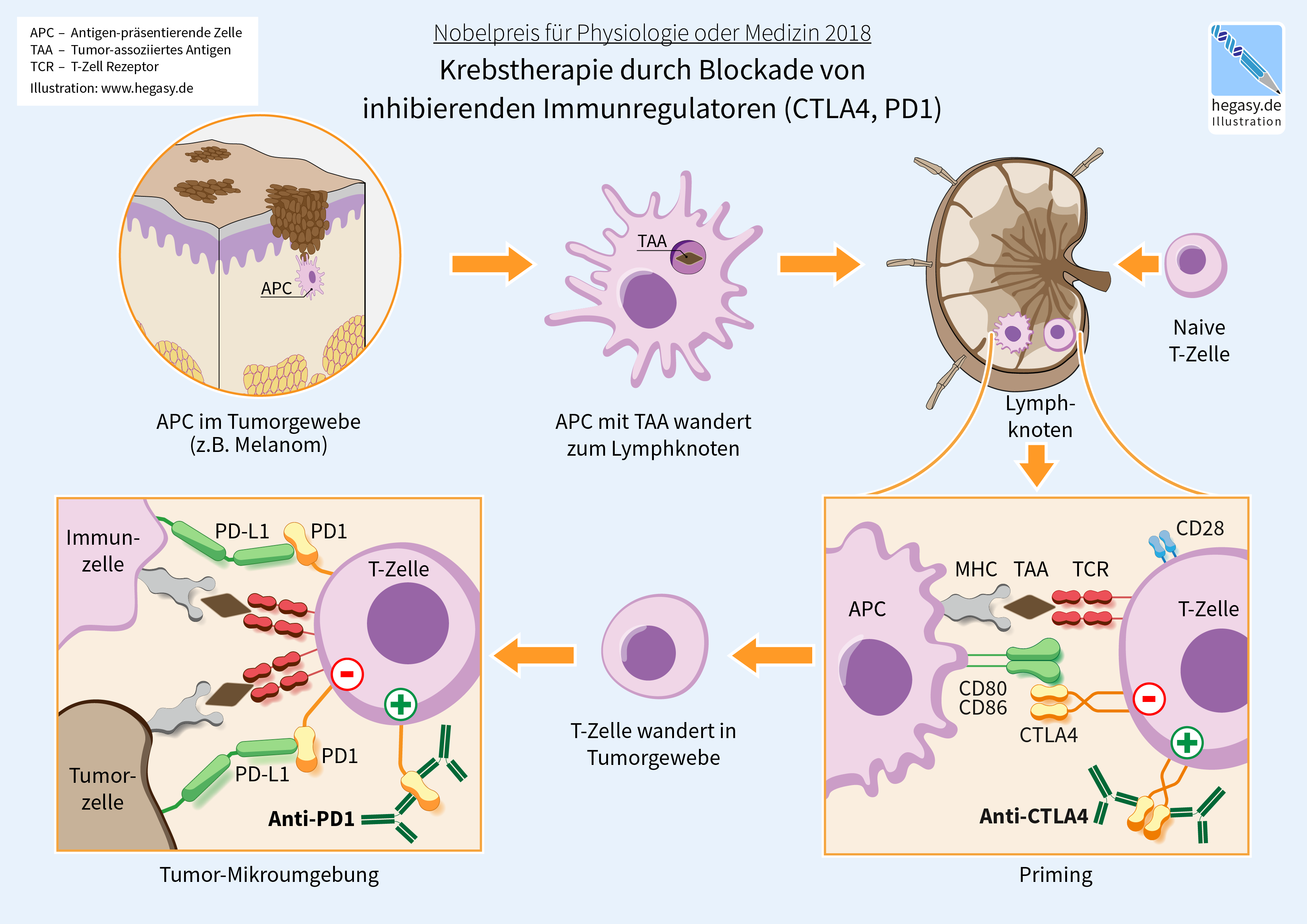
Krebstherapie durch Blockade von inhibierenden Immunregulatoren (CTLA4, PD-1)

Außerdem entdeckte Honjo einen Mechanismus des Immunsystems, der dämpfend auf die Immunantwort wirkt über das PD-1-Protein (Programmed cell death protein 1). Dies bietet einen Ansatz zur Krebstherapie, da bei Blockade des PD-1-Rezeptors das Immunsystem stark aktiviert wird. Einige Krebszellen bilden einen Liganden (PD-L1 oder 2) für PD-1 und aktivieren damit PD-1 und unterdrücken somit das Immunsystem. Das wird durch die Blockade von PD-1 mit spezifischen monoklonalen Antikörpern als Medikament in der Krebstherapie verhindert. Hier waren 2012 bereits klinische Studien (an Hautkrebs und großzelligem Lungenkrebs) in Japan (Ono Pharmaceuticals) und bei Bristol-Myers Squibb in den USA in Arbeit. 2014 wurden auf dieser Grundlage zwei Checkpoint-Inhibitoren genannte Medikamente zugelassen (Nivolumab von Bristol-Myers-Squibb und Pembrolizumab von MSD). Nivolumab wirkt bei einigen Formen von Haut-, Lungen- und Nierenkrebs. Die Hemmung des Immunsystems durch Aktivierung von PD-1 hat aber auch positive Wirkungen im Körper wie der Unterdrückung von Autoimmunkrankheiten, was auch zu unerwünschten Nebenwirkungen beim Einsatz von Checkpoint-Hemmern in der Krebstherapie führen kann.

## COVID-19-Pandemie
Während der COVID-19-Pandemie wurde eine falsche Behauptung, Honjo habe geglaubt, das neuartige Coronavirus sei von einem Labor in der chinesischen Stadt Wuhan „hergestellt“ worden, im Internet in vielen Sprachen weit verbreitet.
Das BBC-Reality Check-Team berichtete: „In einer auf der Website der Universität Kyoto veröffentlichten Erklärung habe er gesagt, er sei 'sehr traurig', dass sein Name verwendet worden sei, um 'falsche Behauptungen und Fehlinformationen' zu verbreiten. Wissenschaftler sagen, dass die Genomsequenzierung zeigt, dass das Virus von Tieren stammt und nicht von Menschen gemacht wurde.“ Die auf der Website der Universität Kyoto veröffentlichte Stellungnahme von Tasuku Honjo ist im Internet abrufbar.

## Preise und Mitgliedschaften
- 1981 Asahi-Preis
- 1984 Osaka Science Prize und Kihara-Preis der Japanischen Genetischen Gesellschaft
- 1985 Erwin-von-Baelz-Preis
- 1988 Takeda-Medizinpreis
- 1992 Behring-Kitasato-Preis
- 1994 Uehara-Preis
- 1996 Kaiserlicher Preis und Preis der japanischen Akademie der Wissenschaften
- 2000 Person mit besonderen kulturellen Verdiensten
- 2012 Robert-Koch-Preis
- 2013 Kulturorden
- 2014 Tang Prize für Biopharmazeutische Forschung
- 2014 William B. Coley Award
- 2016 Kyoto-Preis[6]
- 2016 Keio Medical Science Prize
- 2017 Warren Alpert Foundation Prize
- 2018 Nobelpreis für Physiologie oder Medizin zusammen mit James P. Allison für die Entwicklung spezieller Krebstherapien

2001 wurde er Mitglied der National Academy of Sciences und 2003 der Leopoldina. Er ist Ehrenmitglied der American Association of Immunologists und war von 1999 bis 2000 Präsident der Japanischen Gesellschaft für Immunologie.
Von 1991 bis 1996 war er Fogarty Scholar an den National Institutes of Health. Seit 2016 zählt ihn Thomson Reuters aufgrund der Zahl seiner Zitierungen zu den Favoriten auf einen Nobelpreis (Thomson Reuters Citation Laureates).
2019 wurde ihm die Ehrenbürgerschaft der Stadt Kōbe verliehen.